# Isma’il Pasza
Isma’il Pasza, arab.إسماعيل باشا (ur. 31 grudnia 1830 w Kairze, zm. 2 marca 1895 w Konstantynopolu) – wicekról Egiptu od 1863 do 1879, kiedy został usunięty z inicjatywy Brytyjczyków. Radykalnie zmodernizował państwo, ale jednocześnie bardzo je zadłużył. Jego strategię polityki charakteryzuje stwierdzenie: „Moje państwo nie jest dłużej w Afryce. Dlatego też jest normalnym porzucenie starych sposobów i przyjęcie nowego systemu przystosowanego do naszych społecznych warunków”.

## Życiorys
Urodzony w Kairze, był drugim synem Ibrahima Paszy i wnukiem Muhammada Alego, matką natomiast była Czerkieska Huşyar Kadin. Po edukacji odbytej w Paryżu powrócił do domu i po śmierci swego starszego brata został dziedzicem swego stryja Sa’ida. Sa’id, podobno czuł się wtedy bezpiecznie, gdy pozbywał się swego bratanka, obawiał się go, gdy przebywał w pobliżu. Dlatego Isma’il był wysyłany jako dyplomata za granicę: do papiestwa, do Francji Napoleona III, do Turcji. W 1861 stanął na czele 14000 armii tłumiącej powstanie w podbitym Sudanie.
Po śmierci Sa’ida Isma’il od razu został obwołany wicekrólem. W 1867 uzyskał od sułtana tureckiego tytuł kedywa za płacenie wyższego trybutu. Isma’il rozwijał państwo wewnętrznie, podobnie jak jego dziadek, stworzył pocztę, pobudzał postęp i rozwój handlu, stworzył przemysł cukrowniczy, zbudował pałace, hojnie wspierał rozwój teatru i opery. Rozbudował Kair tworząc w nim nowe centrum na wzór Paryża. Stworzył plany budowy ogromnej ilości linii kolejowych w kraju. Po zrealizowaniu tego projektu Egipt miałby posiadać najgęstszą sieć kolejową na świecie.
Znacznym osiągnięciem Isma’ila było powołanie organu doradczego w listopadzie 1866. Początkowo była to jedynie rada z głosem doradczym, następnie po kilkunastu latach jej członkowie posiadali już decydujący wpływ na sprawy kraju. Wodzowie plemienni sprawowali decydującą rolę w zgromadzeniu, wywierając presję na rządzie. Domagano się większego wpływu wodzów na sprawy gospodarcze i polityczne. W 1876 rada wymusiła na Isma’ilu ustępstwa: przywrócono prawo, które zezwalało właścicielom ziemskim zapłatę podatku ziemskiego za sześć lat z góry i korzystanie w ten sposób z ekonomicznych przywilejów.
Po przejęciu władzy Isma’il odmówił ratyfikacji dokumentu swego poprzednika, w którym zobowiązywał się do zapłaty dodatkowych pieniędzy spółce wykonującej prace przy budowie Kanału Sueskiego. Arbitrem sporu został Napoleon III Bonaparte, który przyznał spółce 3800000 funtów szterlingów odszkodowania. Isma’il starał się wykorzystać każdą sposobność by móc ukazać siebie jako światłego i równego innym władcę. Został wyróżniony Orderem Łaźni w 1867, odwiedził w tym samym roku Londyn, gdzie był podejmowany przez królową Wiktorię. Gdy budowa Kanału została ukończona, zaproszono dyplomatów i wybitne osobistości z całego świata na ceremonię otwarcia.
Isma’il przerwał pokojową politykę swych poprzedników zaczynając ponownie ekspansję militarną. W 1874 pokonał armię Dar Furu i włączył jego terytorium do Egiptu. Wcześniej podporządkował sobie tereny leżące nad Morzem Czerwonym. Ostatnim celem, nie zrealizowanym również przez ojca potęgi Egiptu Muhammada, było zdobycie Etiopii. W wojnie egipsko-etiopskiej siły egipskie zostały pobite: w listopadzie 1875 pod Gundet, a w marcu 1876 pod Gura. Należy podkreślić, iż dwudziestotysięczna armia Isma’ila była lepiej uzbrojona i wyszkolona niż liczniejsze wojska etiopskie.
Zbrojenia, wojny i budowa Kanału oraz ciągłe pożyczki wplątały Egipt w ogromne długi (wynosiły one 100 000 000 funtów). Został on zmuszony do spłaty zaciągniętych pożyczek. Wpierw sprzedano wszystkie akcje Kanału rządowi angielskiemu za jedynie 4 000 000 funtów. Następnie powołano Komisję Długu Egipskiego, w skład której wchodzili członkowie zainteresowanych spłatą zadłużenia państw. Isma’il opracował plan, według którego dług powinien zostać spłacony w ciągu 65 lat. Zmniejszono armię, zaprzestano wojny, zmniejszono wydatki dworu, zezwolono Wielkiej Brytanii na wydobycie ropy naftowej na terenie Egiptu. Państwo to coraz bardziej było uzależniane ekonomicznie od Wielkiej Brytanii.
W grudniu 1875 Stephen Cave został wysłany przez rząd brytyjski do Egiptu celem sprawdzenia możliwości finansowych tego państwa. W ogłoszonym raporcie Cave podkreśla, iż jedynym sposobem na odzyskanie pieniędzy z zaciągniętych długów przez Egipt jest interwencja państw zainteresowanych. W październiku 1876 doszło do zacieśnienia współpracy angielsko-francuskiej. Przedstawiciele obu krajów wchodzili w skład nowo uformowanego rządu egipskiego, powstałego w wyniku ogłoszenia kolejnego raportu sugerującego stworzenie Rady Ministrów złożonej z Europejczyków, zmierzającej do kontroli nad państwem i spłacaniem kredytów. Premierem został wtedy Nubar Pasza, a ministrem finansów Charles Rivers Wilson.
Kontrola nad państwem przez obcokrajowców była traktowana przez znaczną część Egipcjan jako okupacja. Niezadowoleni gromadzili się wokół Ahmada Arabiego, pod wodzą którego wybuchło w 1879 powstanie antybrytyjskie i antyfrancuskie. Isma’il zdymisjonował „europejski” rząd powołując na premiera Szerifa Paszę. Wielka Brytania oraz Francja domagały się przywrócenia odsuniętych ministrów na ich stanowiska. Kraj znajdował się we władaniu armii Arabiego, więc Isma’il nie zgodził się na żądanie europejskich mocarstw, zwanych jako „Nota Gambetty”. Wymuszono na sułtanie Abdülhamidzie II odwołanie Isma’ila z pełnionej przez niego funkcji. Następcą Isma’ila został Taufik, jego syn. Isma’il opuścił kraj wyjeżdżając do Neapolu, a następnie za zgodą sułtana zamieszkał w jego pałacu pozostając więźniem aż do swojej śmierci.

## Odznaczenia
- Order Sławy (Turcja)[2]
- Order Osmana I kl. z bryl. (Turcja)[2]
- Order Medżydów I kl. z bryl. (1863, Turcja)[2]
- Order Lwa Niderlandzkiego I kl. (1866, Holandia)[2]
- Order Legii Honorowej I kl. (1867, Francja)[2]
- Order Orła Czarnego (1868, Prusy)[2]
- Order Orła Czerwonego I kl. (1868, Prusy)[2]
- Order Annuncjaty (1869, Włochy)[2]
- Order śś. Maurycego i Łazarza I kl. (1869, Włochy)[2]
- Order Korony I kl. (1869, Włochy)[2]
- Order Leopolda I kl. (1862, Belgia)[2]
- Order Leopolda I kl. (1869, Austria)[2]
- Order Miecza I kl. (1866, Szwecja)[2]
- Order Zbawiciela I kl. (1869, Grecja)[2]
- Order Gwiazdy I kl. (1875, Zanzibar)[2]
- Order Orła I kl. (1865, Meksyk)
- Order Korony I kl. (Rumunia)
- Order Łaźni I kl. (1866, Wlk. Brytania)[2]
- Order Gwiazdy Indii I kl. (1868, Wlk. Brytania)[2]
- Order Izabeli Katolickiej I kl. (Hiszpania)
- Order Domowy i Zasługi Księcia Piotra Fryderyka Ludwika[potrzebny przypis]